# 新小説 (朝鮮)
朝鮮における新小説（しんしょうせつ）は、甲午改革以降の開化期を背景として現れた啓蒙主義的な小説を指す。20世紀初め頃、いわゆる古代小説から現代小説に至る過渡期に現れた。開化期小説（かいかきしょうせつ）とも呼ばれる。

## 概要
新小説は、1900年代初め頃、甲午改革以降の開化期を背景として現れた。それまでに存在したいわゆる古代小説から現代小説に至る過渡期的な小説形態である。その特徴は、封建主義の打破と自主独立、愛国思想の啓蒙など、題材は新思想に基づいている。また、言文一致の文章を散文体で書いていることなどは、古代小説にはなかった技法である。しかし、全体的にみれば、勧善懲悪を基調とした単調なストーリーであり、登場人物もパターン化されていることを見ると、古代小説の形態を抜け切れていない、と言える。また、朝鮮的なものはなんでも古臭いもの、日本的、西洋的なものはなんでも新しいものとして描いている傾向は否めない。
新小説の嚆矢は李人稙の『血の涙』（1907年）である。「新小説」という呼称も、このとき、李人稙が付けたものである。その後、李人稙は『雉岳山』『鬼の声』『銀世界』、李海朝が『牡丹屏』『自由鐘』、崔瓚植が『秋月色』『金剛門』、安国善が『禽獣会議録』、具然学が『雪中梅』、申采浩が『乙支文徳』などを発表している。こうした小説は、新聞などに掲載された後、大衆小説としてタクチ本等よって広められた。
このような新小説と呼ばれる小説形態は、李光洙の『無情』の登場によって、次第に姿を消し、1920年代頃には現代小説に取って替えられる。